# Atracodes sanctaeluciae
Atracodes sanctaeluciae är en insektsart som beskrevs av Ronald Gordon Fennah 1965. Atracodes sanctaeluciae ingår i släktet Atracodes och familjen Flatidae. Inga underarter finns listade i Catalogue of Life.